# Strømdeler
En strømdeler er et delkredsløb i elektroniske kredsløb, hvor man ved hjælp af to eller flere modstande kan dele en elektrisk strøm i lige så mange mindre strømme, som uanset størrelsen af den delte strøm altid vil stå i det samme indbyrdes forhold.
I diagrammet til højre ses en strømdeler med to modstande, som deler en strøm {\displaystyle I} op i to mindre strømme, {\displaystyle I_{1}} og {\displaystyle I_{2}}.
Ud fra Ohms lov og reglen om at to parallelforbundne modstande har en samlet ledningsevne der er lig med summen af de forbundne modstandes ledningsevner kan man påvise, at strømmene i modstandene er givet ved

{\displaystyle I_{1}=I\cdot {\frac {R_{2}}{R_{1}+R_{2}}}} hhv. {\displaystyle I_{2}=I\cdot {\frac {R_{1}}{R_{1}+R_{2}}}}
Det ses, at så længe modstandene har konstante værdier, vil strømmen i hver af modstandene altid udgøre en konstant brøkdel af den samlede strøm i strømdeleren. Som en konsekvens af Kirchhoffs strømlov skal summen af strømmene i de to modstande være lig med den samlede strøm der sendes igennem hele strømdeleren, altså {\displaystyle I=I_{1}+I_{2}}
Omvendt kan man "regne sig tilbage" til den oprindelige strøm således:

{\displaystyle I=I_{1}\cdot {\frac {R_{1}+R_{2}}{R_{2}}}=I_{2}\cdot {\frac {R_{1}+R_{2}}{R_{1}}}}

## Anvendelser
Både analoge drejespoleinstrumenter og digitale multimetre baserer deres strømmåling på en strømdeler.

### Eksempler

#### Analogt amperemeter (drejespoleinstrument)
Hvis et drejespoleinstrument har fuldt udslag for 100 uA og ved denne strøm har en spænding over sig på 0,2 V, så kan en strømdeler benyttes ved ønske om måling af en stor (jævn)strøm på f.eks. 10 A.
Hvis R1 har rollen af drejespoleinstrumentet og R2 (ukendt) har rollen af "shunt"-modstand i spændingsdeleren, kan R2 beregnes:
{\displaystyle R_{total}={\frac {0,2V}{10A}}=0,02Ohm}
{\displaystyle R_{1}={\frac {0,2V}{100uA}}=2kOhm}
Vi har:
{\displaystyle {\frac {1}{R_{total}}}={\frac {1}{R_{1}}}+{\frac {1}{R_{2}}}}
⇔
{\displaystyle R_{2}={\frac {1}{{\frac {1}{R_{total}}}-{\frac {1}{R_{1}}}}}={\frac {1}{{\frac {1}{0,02Ohm}}-{\frac {1}{2kOhm}}}}ca.=0,020002Ohm}

#### Digitalt amperemeter
Hvis et digitalt voltmeter har fuldt udslag ved 0,2 V og har en indre modstand på ca. 10 MOhm, så kan en strømdeler benyttes ved ønske om måling af en stor (jævn)strøm på f.eks. 10 A. Voltmeteret får nu den rolle at være amperemeter.
Da 10 MOhm er langt større end drejespoleinstrumentets 2 kOhm, kan vi tillade os at genbruge beregningen og anvende:
{\displaystyle R_{2}=ca.=0,02Ohm}
Men selvom det er lille strøm, som løber gennem det digitale voltmeter, er der stadig tale om en strømdeler.

### Anvendelse
Strømdelere bruges især til at måle høje strømme, de kaldes så shunts, hvor måleapparatet danner en af strømvejene. I det væsentlige måler den dog den spænding, der falder på hovedvejen, da kun en meget lille delstrøm løber gennem den. Multimetre indeholder omskiftelige strømdelere til måling af strøm i forskellige områder.
Nogle af dem er anført nedenfor:
- Strømbegrænsning og beskyttelse
- Sensorteknologi og måling
- Signalfordeling
- Wheatstone bridge kredsløb[2]
- Forspænding i transistorkredsløb